# Matka Boża z Pilar

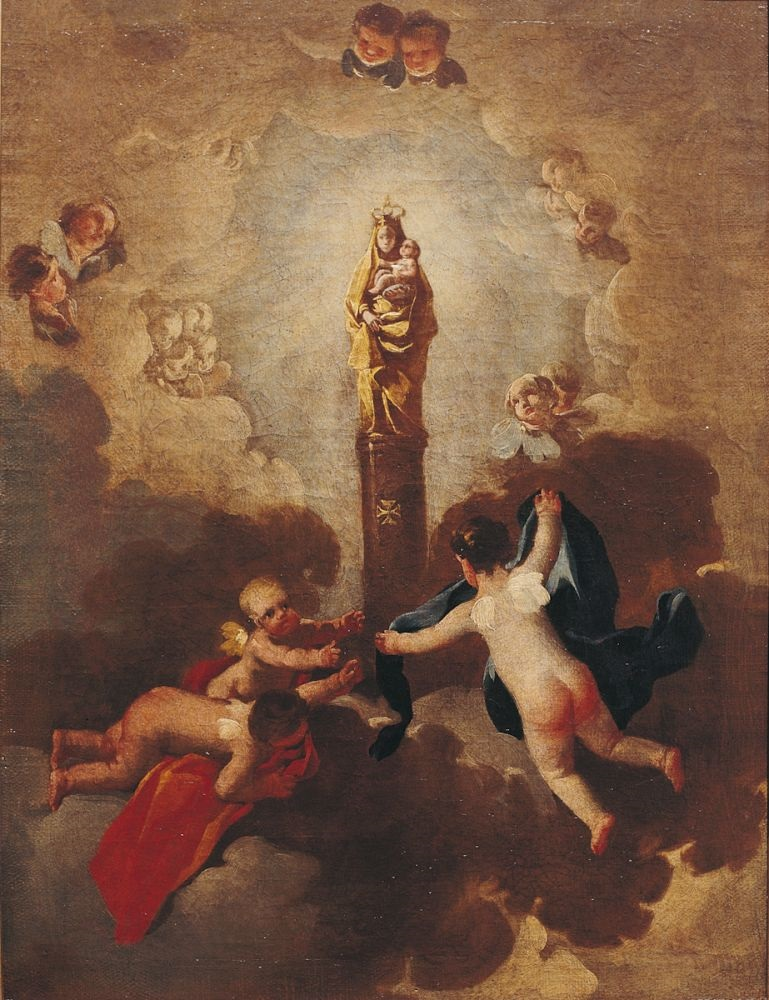
Matka Boża z Pilar pędzla Goi, 1771–1774

Matka Boża z Pilar (Matka Boża na Kolumnie) to wezwanie Matki Bożej, znajdującej się w bazylice Nuestra Señora del Pilar w Saragossie.

## Historia
Według legendy w pierwszych latach Kościoła św. Jakub Apostoł próbował ewangelizować Caesaraugusta (dziś Saragossa), ale jego starania odnosiły mały efekt. Zniechęcony chciał wracać do Jerozolimy, ale objawiła mu się Matka Boża na słupie, niesionym przez aniołów i poleciła mu nie poddawać się. Powiedziała:
"Synu, to miejsce jest przeznaczone do oddawania Mi czci. Dzięki tobie na moją pamiątkę ma tu być wzniesiony kościół. Troszcz się o tę kolumnę, na której ja jestem, ponieważ mój Syn, a twój Mistrz, nakazał aniołom, aby przynieśli ją z nieba. Przy tej kolumnie postawisz ołtarz. W tym miejscu, przez moją modlitwę i wstawiennictwo, moc Najwyższego dokonywać będzie niezwykłych znaków i cudów, szczególnie dla tych, którzy będą Mnie wzywać w swoich potrzebach. Kolumna ta będzie stać tutaj aż do skończenia świata".
Tradycja głosi, że to ten sam słup, który znajduje się dziś w bazylice.
Matka Boża z Pilar jest czczona 12 października. Jest patronką Hiszpanii i ludzi hiszpańskojęzycznych (czczona mocno w Ameryce Południowej).
Przed wizerunkiem Matki Bożej z Pilar modlił się często św. Josemaría Escrivá de Balaguer, późniejszy założyciel Opus Dei, który kształcił się w seminarium duchownym w Saragossie.

## Cud z Calandy
Za wstawiennictwem Matki Bożej z Pilar w 1640 miał się wydarzyć cud: młodemu rolnikowi miała zostać przywrócona noga, która dwa i pół roku wcześniej została mu amputowana.